# Tha Wang Pha (huyện)
Tha Wang Pha (tiếng Thái: ท่าวังผา) là một huyện (amphoe) ở trung bộ thuộc tỉnh Nan, phía bắc Thái Lan.

## Lịch sử
Tiểu huyện (King Amphoe) Tha Wang Pha được thành lập ngày 1 tháng 10 năm 1962 với khu vực tách ra từ huyện Pua. Đơn vị này đã được nâng cấp thành huyện ngày 28 tháng 7 năm 1965.

## Địa lý
Các huyện giáp ranh (từ phía bắc theo chiều kim đồng hồ): Song Khwae, Chiang Klang, Pua, Santi Suk và Mueang Nan thuộc tỉnh Nan, Pong thuộc tỉnh Phayao.

## Hành chính
Huyện này được chia thành 10 phó huyện (tambon), các đơn vị này lại được chia ra thành 91 làng (muban). Tha Wang Pha là một thị trấn (thesaban tambon) nằm trên một phần của tambon cùng tên. Có 9 Tổ chức hành chính tambon.
| STT | Tên          | Tên tiếng Thái | Số làng | Dân số |  |
| --- | ------------ | -------------- | ------- | ------ |  |
| 1.  | Rim          | ริม             | 6       | 4.325  |  |
| 2.  | Pa Kha       | ป่าคา           | 7       | 5.117  |  |
| 3.  | Pha To       | ผาตอ           | 7       | 5.120  |  |
| 4.  | Yom          | ยม             | 10      | 4.900  |  |
| 5.  | Tan Chum     | ตาลชุม          | 14      | 6.672  |  |
| 6.  | Si Phum      | ศรีภูมิ           | 12      | 6.766  |  |
| 7.  | Chom Phra    | จอมพระ         | 11      | 5.465  |  |
| 8.  | Saen Thong   | แสนทอง         | 8       | 3.948  |  |
| 9.  | Tha Wang Pha | ท่าวังผา         | 8       | 5.663  |  |
| 10. | Pha Thong    | ผาทอง          | 8       | 4.074  |  |